# Theodor Frommer
Carl Theodor Frommer (* 1829 in Kiauten, Kreis Goldap; † 7. Oktober 1901 in Berlin) war ein deutscher Jurist und Parlamentarier.

## Leben
Theodor Frommer, Sohn des Lehrers Matthias Frommer, studierte an der Albertus-Universität Königsberg Rechtswissenschaft. 1846 wurde er Mitglied des Corps Littuania. Er schlug nach dem Studium die Richterlaufbahn ein und wurde Kreisrichter in Pilkallen. 1863 wurde er im Wahlkreis Gumbinnen 2 in das Preußische Abgeordnetenhaus gewählt und 1866 wiedergewählt. Er gehörte der Fraktion der Deutschen Fortschrittspartei an. Wegen „oppositioneller Haltung“ im Abgeordnetenhaus wurde er 1866/67 nach Schrimm in der Provinz Posen strafversetzt.
Später ließ er sich als Rechtsanwalt in Cottbus nieder. Er gehörte dort der Stadtverordnetenversammlung an, 1881 als deren Vorsteher. Zuletzt lebte er als Rechtsanwalt in Charlottenburg. 1883 wurde ihm der Titel Justizrat verliehen. Frommer war Rechtskonsulent für das Stadttheater Cottbus. Er war ehrenamtlich tätig im Vorstand der Anwaltskammer für den Bereich des Kammergerichts und Mitglied der Niederlausitzer Gesellschaft für Anthropologie und Altertumskunde.